# Béisbol en Cuba

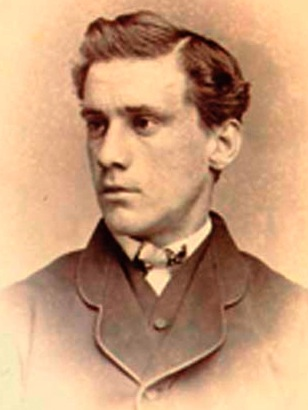
Esteban Bellán, el primer jugador de origen latino que jugara en una liga profesional de béisbol de Estados Unidos.

El béisbol en Cuba fue introducido hacia 1860 por cubanos que estudiaban en los Estados Unidos, así como marineros americanos que hacían escala en los puertos de Cuba. Desde entonces el béisbol se extendió rápidamente por toda la isla. Se dice que el primer cubano que trajo un bate a su patria fue Nemisio Guillo en el año 1864. Guillo aprendió a jugar en Mobile, Alabama, y después de él dos cubanos más fueron enviados a Mobile, incluido su hermano, Ernesto Guillo. Una vez regresaron a Cuba estos pioneros cubanos del deporte fundaron el Club de Béisbol de La Habana (Habana Base Ball Club), el primer equipo de béisbol del que se tenga conocimiento, no solo en Cuba, sino en toda América Latina.
Durante la guerra de independencia cubana el béisbol se convirtió en símbolo de las aspiraciones de futuro de una Cuba moderna, desvinculada ya del colonialismo. En 1869 las autoridades coloniales españolas prohibieron la práctica del deporte, lo cual impulsó al jugador cubano Esteban Bellán a emigrar. Una vez en los Estados Unidos Bellán se convirtió en el primer jugador de origen hispano que jugó en las Grandes Ligas de Béisbol estadounidenses.

## Béisbol en 2011
Cuba ha logrado tener un equipo poderoso en este deporte. Los equipos de la Serie Nacional son: 
- Pinar del Río
- La Isla
- Industriales
- Artemisa
- Mayabeque
- Matanzas
- Villa Clara
- Cienfuegos
- Sancti Spíritus
- Ciego de Ávila
- Camagüey
- Las Tunas
- Holguin
- Santiago de Cuba
- Granma
- Guantánamo

Entre estos equipos se efectúan juegos nacionales que luego del 2005 han alcanzado gran expectación televisiva (en vivo) por parte del pueblo. El último campeón fue Pinar del Río (2010-2011), quien venció a Ciego de Ávila en un play off. El equipo de Industriales es el máximo ganador de estos juegos con 12 victorias en su haber. En el panorama mundial se seleccionan jugadores de dichos equipos para jugar en eventos internacionales.
En los dos últimos mundiales fueron derrotados por Estados Unidos (a pesar de que Cuba lo había vencido ya en numerosas ocasiones; 15 mundiales ganados consecutivamente). Alcanzó la medalla de oro en otras ocasiones, como en los Juegos Panamericanos de Río de Janeiro del 2007.
Matanzas en la Serie Nacional de Béisbol
Cuando se habla de grandes equipos en el béisbol local, enseguida retumban los nombres de Industriales, Santiago de Cuba, Villa Clara y Pinar del Río. Pero como la vida da tantas vueltas, la lucha de Matanzas por llegar esta vez a los play off ha desenterrado la leyenda, pues se trata de la provincia con mayor tradición beisbolera en el país. Recordemos que fue en Matanzas donde por primera vez se jugó pelota en Cuba, el 27 de diciembre de 1874.
En esta nueva temporada de la pelota cubana, el equipo de Matanzas ha comenzado con una nueva imagen: Víctor Mesa en la dirección, cambio que mueve ya la polémica entre los amantes de ese deporte. No solo lidera la zona occidental, sino que ya sus peloteros y la afición comienzan a pensar en una inclusión histórica en la postemporada. Esto se evidencia en el pensamiento colectivo, las ganas de hacerlo todo bien en cada turno de al bate o fildeo y la eficacia de sus lanzadores pocas veces vista por el público cubano. Según declaró Víctor, en lo hecho hasta ahora no hay magia, sino trabajo de un colectivo de entrenadores.
El equipo de Granma en las series nacionales 
En el año 1977 se estableció la nueva división política administrativa del país quedando este dividido en 14 provincias y 1 municipio especial, Isla de la Juventud. Es a partir de este año, en la serie XVII, que la provincia de Granma comienza a participar en las Series Nacionales con el equipo del mismo nombre.
Varias figuras del equipo granmense han integrado las filas del equipo nacional, entre las que destacan Alfredo Despaigne y Yohenis Céspedes, quien fuera líder jonronero de la serie L con 33 bambinasos.
En la serie actual el equipo granmense cuenta con la siguiente alineación:
Luis Alberto Ferrales J., 
Liuver Reyes Chávez,
Yordanis Samon Matamoros,
Ramón Yosvani Tamayo Tamayo,
Carlos Benítez Pérez,
Rafael Hidalgo Mang.,
Lázaro Cedeño González,
Adrián Moreno Rondon,
Marcos Luis Fonseca Alcea,
Alfredo Despaigne Rguez,
Urmanis Guerra Vargas,
Roel Santos Martínez,
Alberto Soto La O,
Erluis Blanco Reyes,
Yoandri Vargas Anaya,
Adriel Moreno Rondon,
Yosibel Castillo O.,
Guillermo José Aviles Difurnot,
Luis Manuel Castro Reyes,
Yasiel Jiménez M.,
Lázaro Blanco Matos,
Alexei Alarcon Glez.,
Leandro Martínez F.,
Yanier González Rguez.,
Alain Tamayo Espinosa,
José Antonio Rodríguez T.,
José Armando Peña Rodríguez,
Asiel Diez Espinosa,
Hubert Sánchez Acosta,
Yulian Rafael Milán Matos,
Michel Alberto Arias Ríos,
Banier Valdespino S.
Villa Clara en la Serie Nacional de Béisbol
Cuando surgió esta provincia, hace tres décadas atrás, los anaranjados siempre fueron una fuerte competencia para el resto de los equipos. A lo largo de los años este equipo ha tenido sus triunfos y fracaso en las series nacionales que se han realizado en Cuba. Los mismos han obtenido muy buenos resultados, pues en siete ocasiones han discutido el gallardete, en las que han salido victoriosos tres veces consecutivas, bajo la dirección de Pedro Jova, uno de los grandes en el país. Los jóvenes talentosos que cada día se suman, con la experiencia de los que ya están, son elementos muy importantes para que este equipo logre buscar siempre lugares privilegiados en las series de béisbol. Demostraron esto cuando en la 49 Serie Nacional de Béisbol quedaron en los equipos semifinalistas, eliminando así a Santiago de Cuba, otro de los grandes equipos en la historia del béisbol. Villa Clara en la 50 Serie Nacional de Béisbol, realizada en el 2011, cayó ante Ciego de Ávila, quedando en el sexto puesto país. En la 51 Serie Nacional el equipo debutó con un nuevo mánager , 
Ramón Moré
Cuenta con la siguiente alineación
Receptores:
Ariel Pestano,
Yulexis la Rosa,
Javier Fuste,
Jugadores de Cuadro:
Ariel Borrero,
Yunier Cabrera,
Andy Sarduy,
Yeniet Pérez,
Lester Jova,
Aledmis Díaz,
Luis R. Álvarez,
Yandry Canto,
Jardineros
Ramón Lunar,
Dian Toscano,
Yuniet Flores,
Andy Zamora,
Alejandro García,
Lázaro Ramírez,
Lanzadores
Robelio Carrillo,
Yosvani Pérez,
Freddy A.Álvarez,
Luis Borroto,
Alain Sánchez,
Yasmani Hernández Romero,
Yolexis Ulacia,
Misael Siverio,
Yasmani Hernández Rojas,
Marlon Romero,
Irving del Río,
Yoandy Fernández,
Diosdani Castillo,
Yoandry Ruiz,
Yaniel Blanco,
Industriales en la Serie Nacional de Béisbol
A través de la historia del béisbol nacional cubano Industriales acumula los mejores resultados, además de poseer la mayor presencia en 42 del total de 47 campeonatos celebrados. En este momento, ya Industriales tiene consolidado un prestigio de permanente favorito e infinidad de seguidores, deseosos de verlos ganar y otros, por supuesto, de disfrutar sus reveses. Este 12 de enero Industriales superó 6x2 a Ciego de Ávila en la continuación de la 51 Serie Nacional de Béisbol asegurando así la subserie particular. Los Azules de La Habana fueron los pioneros en estrenar la pizarra, cuando hicieron una carrera en la primera y segunda entradas, respectivamente, y comandaron las hostilidades en el estadio Latinoamericano.
Santiago de Cuba en la Serie Nacional de Béisbol

Mascota: Avispa.

Sede: Estadio Guillermón Moncada.

El equipo de béisbol de Santiago de Cuba ha sido históricamente uno de los equipos más exitosos en la serie nacional cubana. El mismo acapara gran cantidad de seguidores a lo largo y ancho del país y por más de cuatro décadas ha sido el rival de Industriales.

Los ¨indómitos¨ como también se les conoce comienzan a dar sus primeros pasos en el mundo del béisbol amateur en la temporada 1977-1978 cuando ingresan a la estructura beisbolera cubana.

El primero de los seis títulos conquistados por la nómina llegó en la XXVIII Edición de la Serie Nacional de Béisbol. En lo adelante, sus estadísticas se ubicaron a la altura de los equipos ya consagrados, sobre todo gracias a los aportes de peloteros como Antonio Pacheco, Orestes Kindelán, Fausto Álvarez, Braudilio Vinent, José Luis Alemán, Ormari Romero y Norge Luis Vera, todos ganadores de 100 o más desafíos en sus respectivas carreras.

En la actual Serie Nacional (51) Santiago cuenta con la siguiente alineación bajo la dirección del reconocido Alcides Sánchez Salazar:

- Rolando Meriño
- Rudelis García Machado
- Pedro Poll Martínez
- Héctor Olivera Amaro
- Luis Miguel Nava González
- Yessander Rodríguez
- Reutilio Hurtado
- Alexei Bell Quintero
- Edilse Silva La O
- Danny Betancourt
- Vladimiro Torres Aguilar
- Pedro Agüero Castillo
- Michel Gorguet Mtnez
- Osmani Tamayo Mulen
- Denny Ala Beltrán
- Joaquín Carbonell Recio
- Alberto Bicet Labrada
- Alain Dela H.
- Yosvani Hurtado López
- Yaumier Sánchez Dmguez
- Alexis Durruthy Barban
- Osmel Cintra Valverde
- Carlos M. Portuondo C.
- Ediasbel Valentín Glez.
- Maikel Castellanos
- Carlos González Fong
- Leandro Lamadrid Jorge
- Miguel Ángel Téllez Piña
- Daniel Aguilera Borges
- Luis Yander La O Camacho
- Ruden Sánchez Celda
- Alejandro Bicet Labrada

### Reglamento Oficial de la Serie 2011 - 2012
La 51 Serie Nacional de Béisbol forma parte del "Programa de Perfeccionamiento del Trabajo del Béisbol", en él se establecen las indicaciones organizativas y técnicas las que regirán estos eventos, las que unidas al esfuerzo que en orden material hace el Estado Cubano y todo nuestro pueblo ante todas las dificultades creadas por el bloqueo económico contra el país.
Constituye una convicción para todos los que intervienen y aseguran la Serie, hacer de ellas un evento superior para recordar lo expresado por el Comandante en Jefe "Sin Revolución no se habría podido soñar siquiera con desarrollar en nuestra patria un gran movimiento Deportivo," esto se ha materializado con disciplina, patriotismo, espíritu de victoria, superación técnica, amor ante todo por la camiseta y al pueblo que representamos.
La 51 Serie Nacional comenzará el domingo 27 de noviembre de 2011 en el "Año 53 de la Revolución", y dedicada a lucha incansable del pueblo por la liberación de los 5 Héroes Prisioneros Políticos del Imperio en cárceles de los Estados Unidos. El juego inaugural se realizará en el Estadio "Capitán San Luís" de Pinar del Río con el encuentro entre Pinar del Río actual campeón y Ciego de Ávila subcampeón nacional a las 14:15.
Este evento continúa el ciclo de preparación para los principales compromisos del béisbol, Mundial Universitario del 2012 y el III Clásico Mundial del 2013, así como para otros eventos internacionales que se programen por la IBAF. y la D.N.B.
La 51 Serie Nacional constará de 96 juegos por equipos en la etapa clasificatoria para un total de 816 juegos y 49 juegos de Postemporada. Para un total general de 865 juegos en toda la Serie. 